# 다기리역
다기리역(일본어: 田切駅)은 일본 나가노현 가미이나군 이지마정에 위치한 도카이 여객철도 이다선의 철도역이다. 단선 승강장 1면 1선의 구조를 갖춘 지상역이다.

## 역 주변
- 국도 제153호선

## 역사
- 1918년 2월 11일 : 이나 전차 궤도(1919년에 이나 전기 철도로 개칭)의 이나후쿠오카 종점 - 이지마 간 연신 때에 다기리 정류장으로서 개업. 여객역.
- 1943년 8월 1일 : 이나 전기 철도선이 이다선의 일부로서 국유화되어, 일본국유철도가 승계. 동시에 역으로 승격해, 다기리역으로 한다.
  - 당시는, 도카이도 본선 하마마쓰 - 나고야 간의 각 역이나 이다선의 각 역, 주오 본선 가미스와 - 시오지리 간의 각 역, 마쓰모토역을 발착하는 여객도 이용되었다.
- 1954년 12월 1일 : 도쿄도 구내의 각 역이나 나가노역을 발착하는 여객도 이용가능하게 되었다.
- 1970년 2월 1일 : 여객 발착역의 제한을 폐지.
- 1984년 6월 1일 : 이전.
- 1987년 4월 1일 : 일본국유철도 분할 민영화에 의해, 도카이 여객철도가 승계.
- 1998년 5월 30일 : 현재의 맞이방이 완성.

## 인접 역
| 도카이 여객철도 이다선 | 도카이 여객철도 이다선 | 도카이 여객철도 이다선   |
| ---------------------- | ---------------------- | ------------------------ |
| 이지마 도요하시 방면   | ■ 이다선               | 이나후쿠오카 다쓰노 방면 |